# Henry d'Estienne
Pour les articles homonymes, voir d'Estienne.
Henry Claude d'Estienne, né à Conques-sur-Orbiel (Aude) le 1er août 1872 et mort à Paris le 11 mars 1949, est un peintre français.
Membre de l'Académie des beaux-arts, il est formé à l'École nationale supérieure des beaux-arts de Paris, élève de Jean-Léon Gérôme, il est portraitiste et rattaché au mouvement orientaliste.
Nommé chevalier de la Légion d'honneur et officier de l'ordre du Dragon d'Annam, sa peinture traite de thèmes très variés : Henry d'Estienne est à la fois un peintre de l’Algérie et de la Bretagne. Outre des portraits, il peint des paysages d'Orient et d'Occident et des scènes de la vie quotidienne, depuis la haute société parisienne jusqu'aux campagnes bretonnes.

## Biographie

### Jeunesse

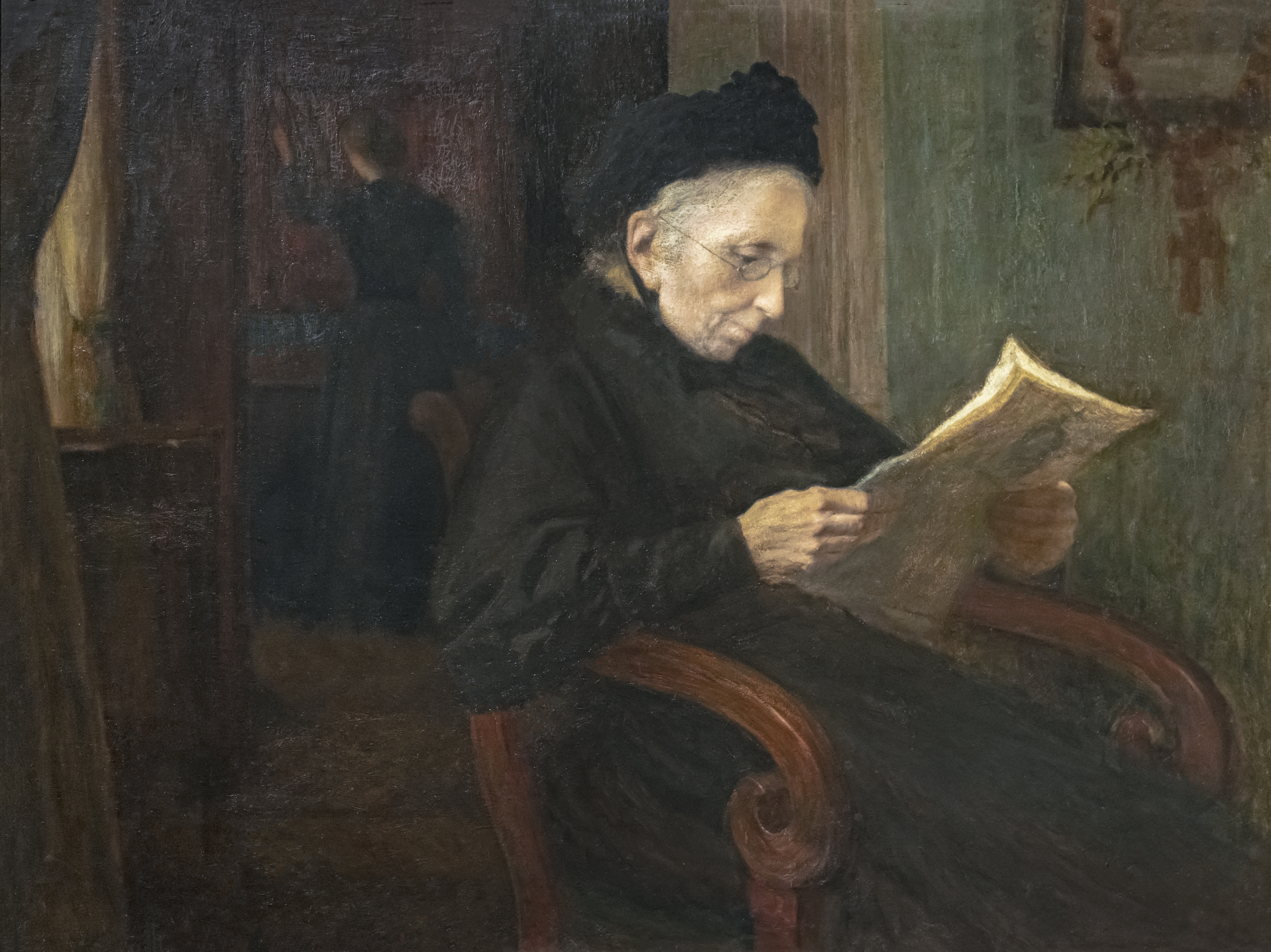
Portrait de Grand-mère (1899).

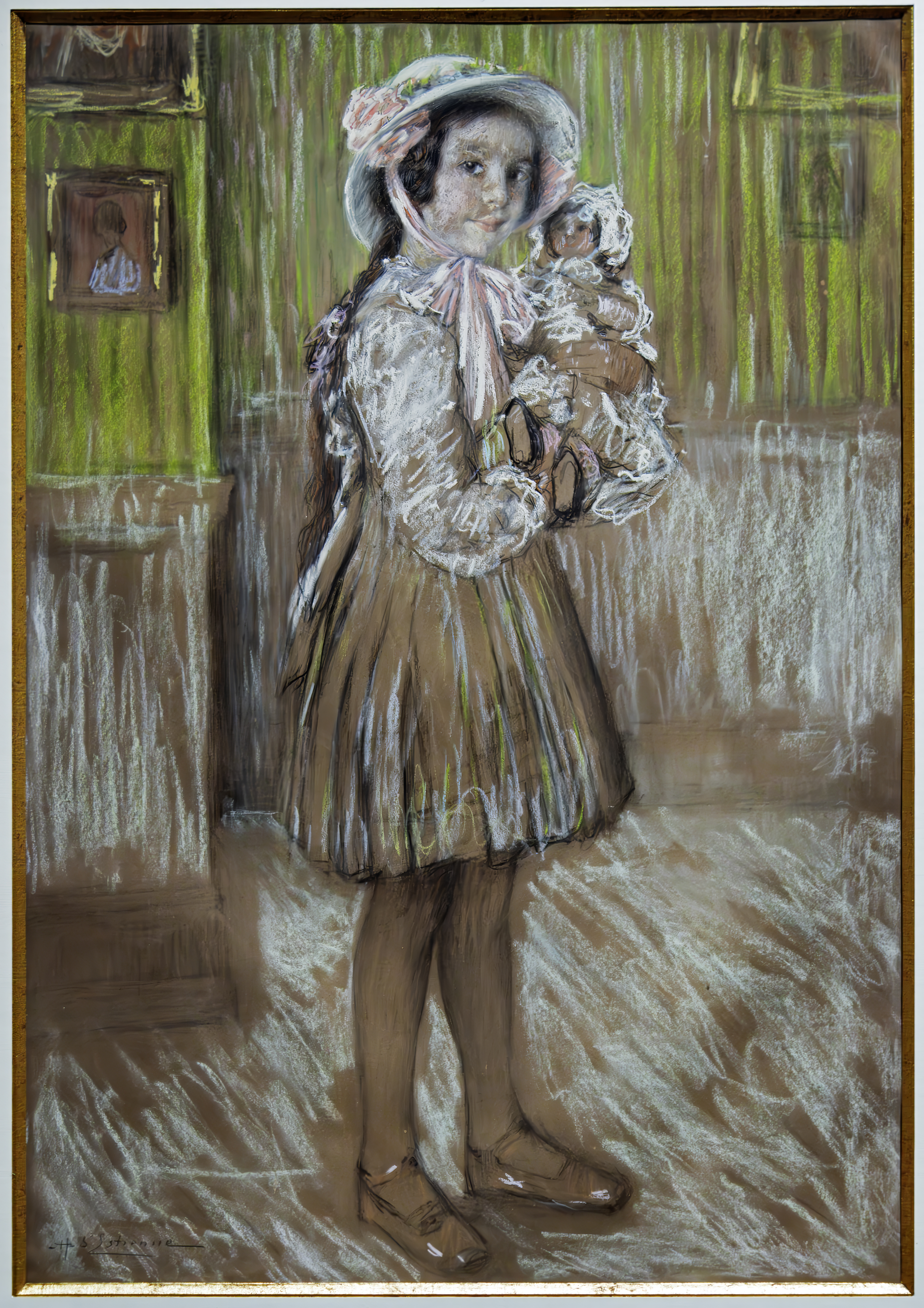
La Petite fille à la poupée - Musée Goya.

Henry d'Estienne est né le 1er août 1872 à Conques-sur-Orbiel, chef-lieu de l'Aude, village situé à deux heures de marche au nord de Carcassonne. Il est le fils de François d'Estienne (1834-1905), sculpteur ébéniste et directeur d'école de sculpture, âgé de 37 ans et de Marie Julie Joséphine Guyot (1836-1878) son épouse âgée de 34 ans. À l'état civil, il est prénommé Henri Claude et n'utilisera l'orthographe « Henry » qu'à partir de 1893 pour sa première participation au Salon des artistes français, orthographe de sa signature d'artiste.
Henry d'Estienne fait ses études au lycée de Carcassonne, puis à celui de Montpellier. Poussé par son père lui-même artiste, il s'installe à Paris et suit dès 1887 des cours à l’École des arts décoratifs et étudie à l'école des Gobelins avant d'entrer à l'École des beaux-arts en tant qu'élève de Jean-Léon Gérôme. Il sort des Beaux-Arts en 1898. Dès 1898, il connait un premier succès avec l'achat par l'État français de son Portrait de Grand'Mère au Salon des artistes français de 1899.

### Carrière de peintre

#### Exposition universelle et Salon des artistes français
La carrière de peintre de Henry d'Estienne est marquée par sa première participation à l'Exposition universelle de 1900 à Paris. Il reçoit du ministère des Colonies une commande de deux tableaux pour la deuxième salle du pavillon de la Côte des Somalis, sa participation est récompensée par une médaille de bronze. Mais c'est surtout l'envoi d'une peinture intitulée Jeune Malade la même année au Salon des artistes français qui va lancer sa carrière : cette peinture, représentant une jeune fille malade veillée par une vieille femme à son chevet, lui vaut une bourse de voyage d'un an du ministère de l'Instruction publique et des Beaux-Arts,.

#### Voyages à l'étranger et peintre de l'Orient

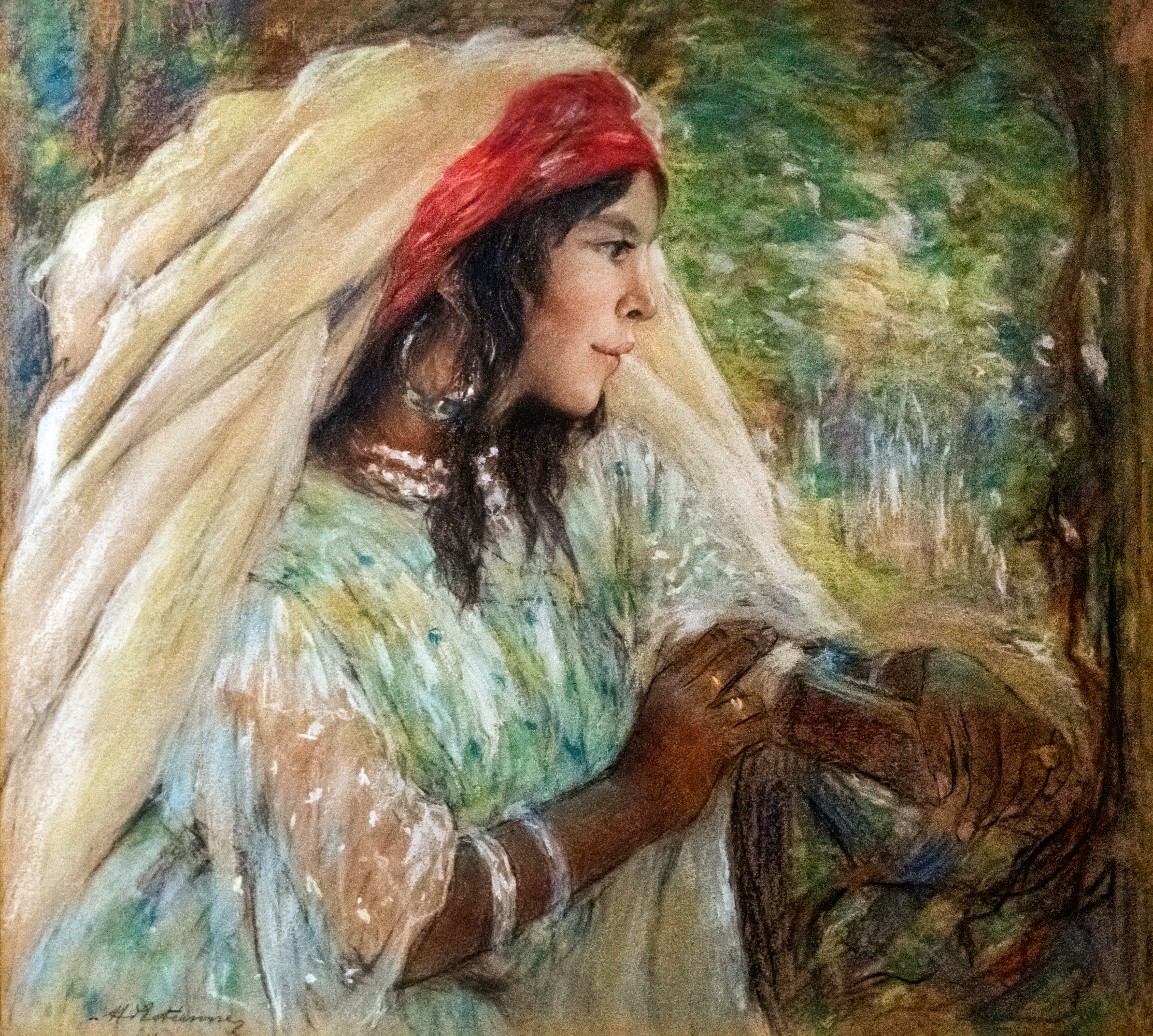
Jeune femme algérienne accoudée à la barrière - Musée des Beaux-Arts de Narbonne.

À la suite de l'obtention de cette bourse, Henry d'Estienne épouse Marie-Angélique Tirefort le 28 juin 1900 avant de partir pour un voyage à l'étranger pendant un an. Il visite Venise puis le Maroc, l'Algérie, la Tunisie, la Sicile et l'Espagne. Ce voyage va être à l'origine de l'inspiration orientaliste du jeune peintre, qui va multiplier les tableaux représentant des scènes d'Algérie et du Maroc, dont Femme de Bou Saada (Algérie) (entre 1900 et 1930, Paris, musée national d'Art moderne), Jeune fille arabe à la fenêtre (1908, collection particulière[réf. nécessaire]), Rêverie. Jeune fille algérienne accoudée à la barrière (1912, musée d'art et d'histoire de Narbonne) et Jeune fille arabe portant le café (1914, collection particulière[réf. nécessaire]). Cette vocation d'orientaliste va se retrouver tout au long de la carrière d'Henry d'Estienne qui fera d'autres voyages en Algérie, Tunisie et Égypte au cours de sa vie.

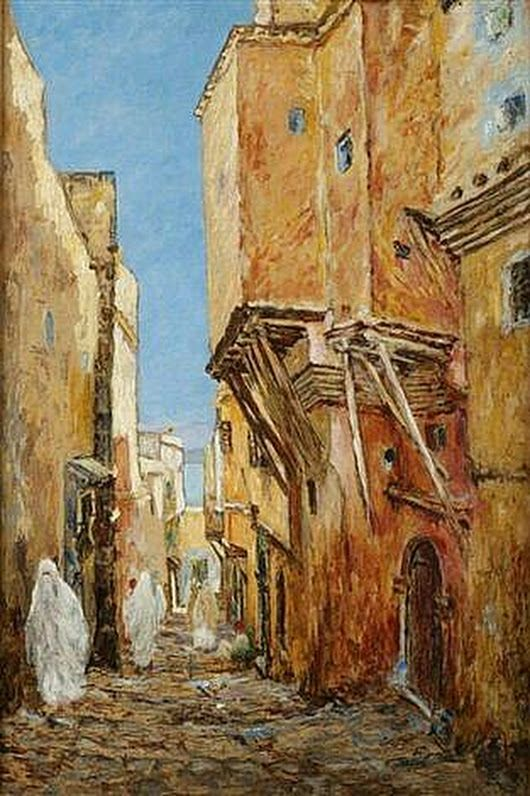
Henry d'Estienne ː Rue de la casbah d'Alger (vers 1900).
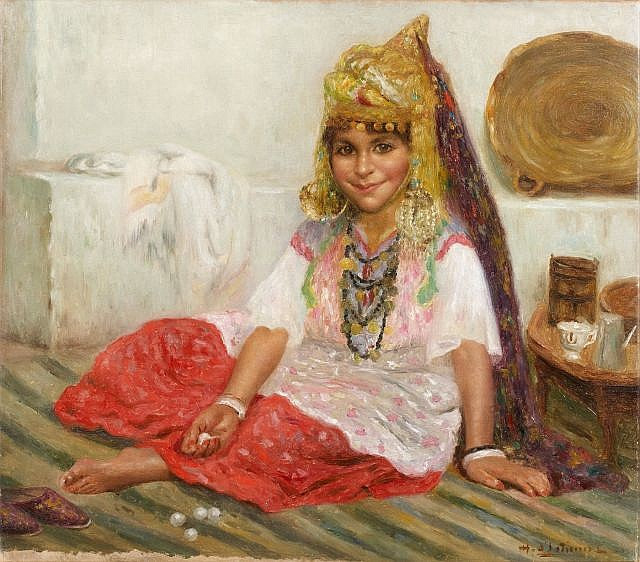
Henry d'Estienne ː Jeune orientale (vers 1900).
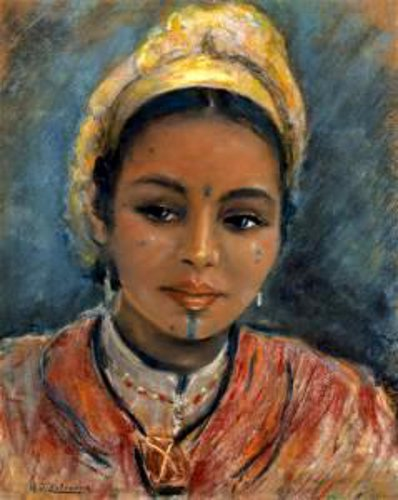
Henry d'Estienne ː Portrait de bédouine (vers 1900).
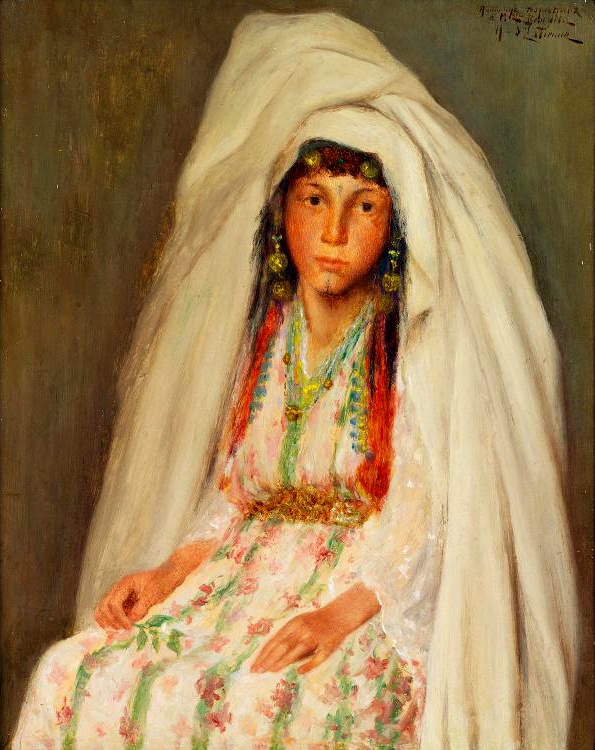
Henry d'Estienne ː Jeune fille de Biskra (vers 1900).
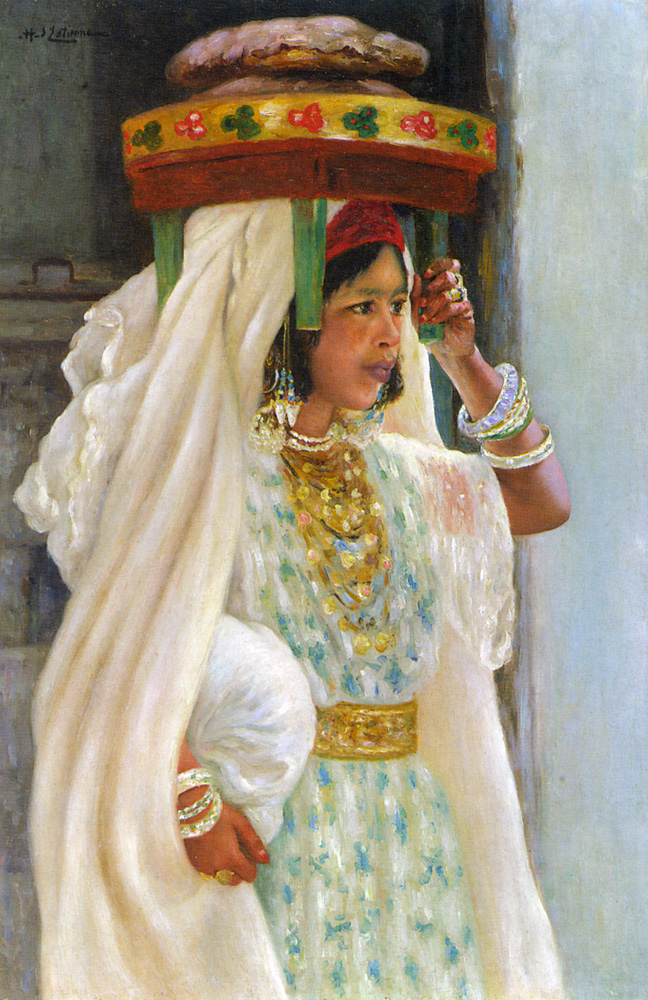
Henry d'Estienne ː Fille arabe portant du pain (vers 1900).

#### Peintre de la Bretagne et portraitiste
L'artiste est un peintre reconnu de la Bretagne où il séjourne régulièrement, principalement au Faouët et à Ouessant, s'installant à l'hôtel du Lion d'Or. Il peint de nombreuses vues de la Bretagne dès 1903, dont Noce en Bretagne, après l'église (1904, Paris, musée d'Orsay), Vieille Bretonne du Morbihan (1911, collection particulière[réf. nécessaire]), Fillette de Pougastel-Daoulas (1912, musée des Beaux-arts de Nantes), À Ouessant, les falaises par un gros temps (1913, collection particulière[réf. nécessaire]), Jeune femme en costume du Cap-Sizun près du porche de l'église Saint Tugen (entre 1920 et 1930, Quimper, musée départemental breton), Intérieur de la chapelle Saint-Fiacre, Le Faouët (musée du Faouët), Sous les halles du Faouët (musée du Faouët) et Le Pardon de la chapelle Sainte-Barbe (musée du Faouët).

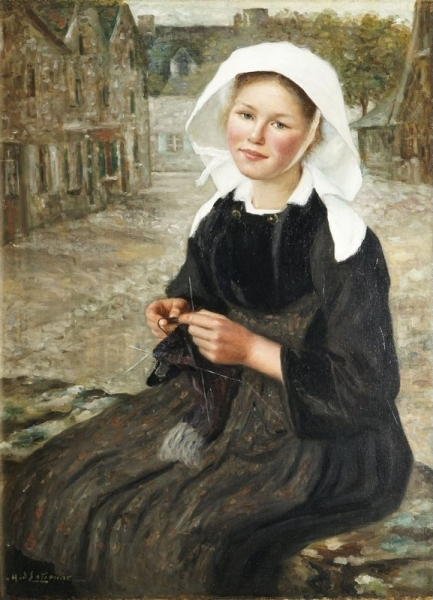
Henry d'Estienne ː Tricoteuse bretonne (vers 1900).
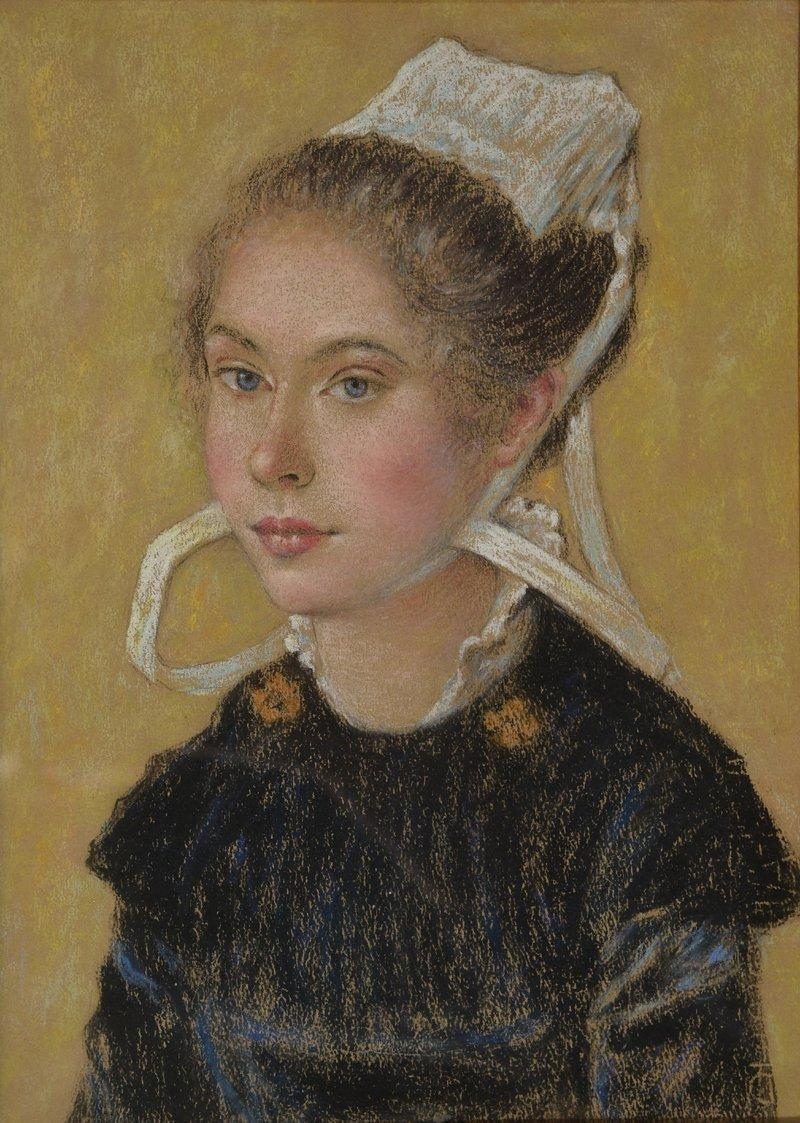
Henry d'Estienne ː Jeune bretonne en coiffe (vers 1900).
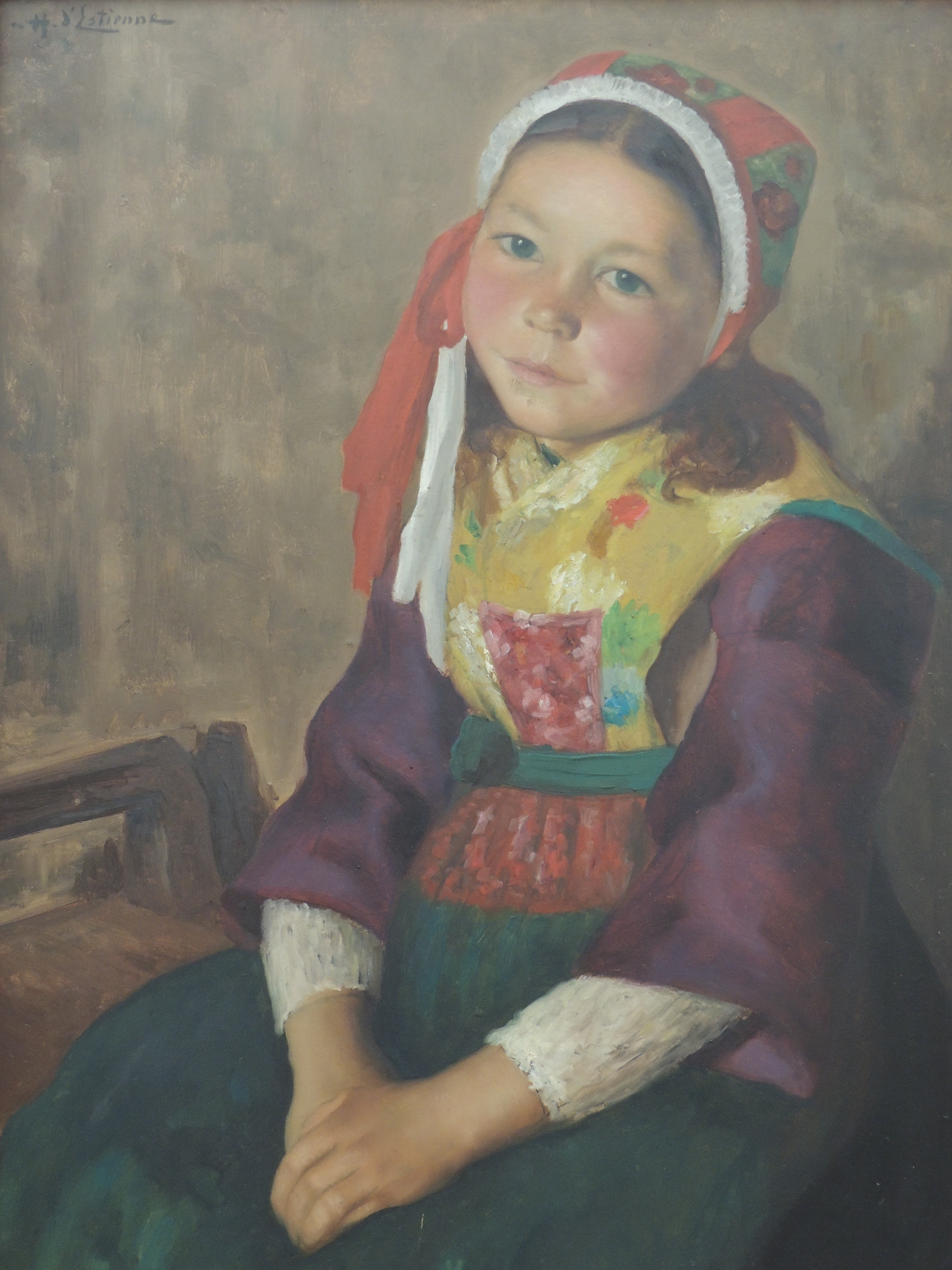
Henry d'Estienne ː Fillette de Plougastel-Daoulas (Finistère) (1913, huile sur carton, musée d'art de Nantes).
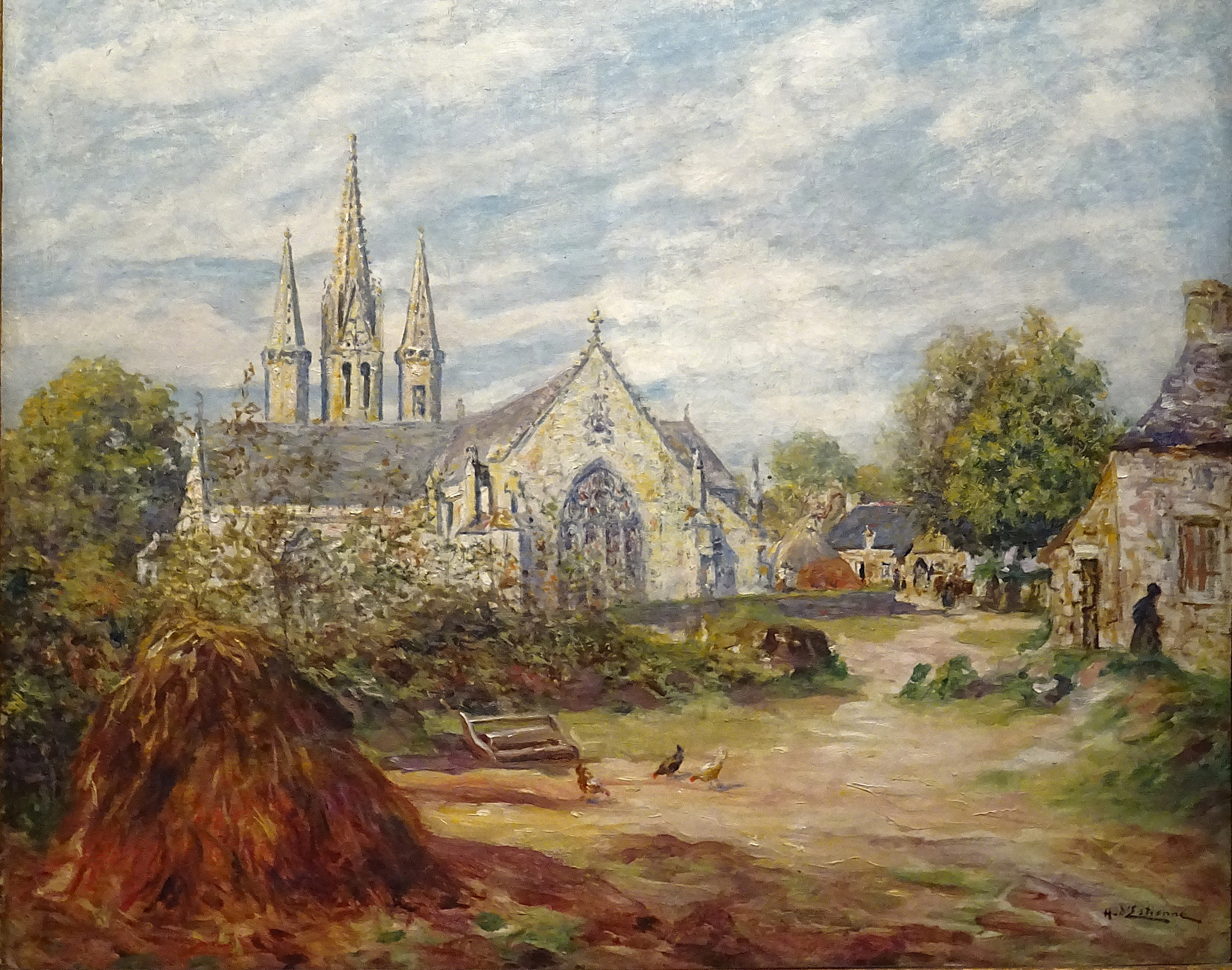
Henry d'Estienne ː La chapelle Saint-Fiacre, Le Faouët (non daté, huile sur toile, musée du Faouët).
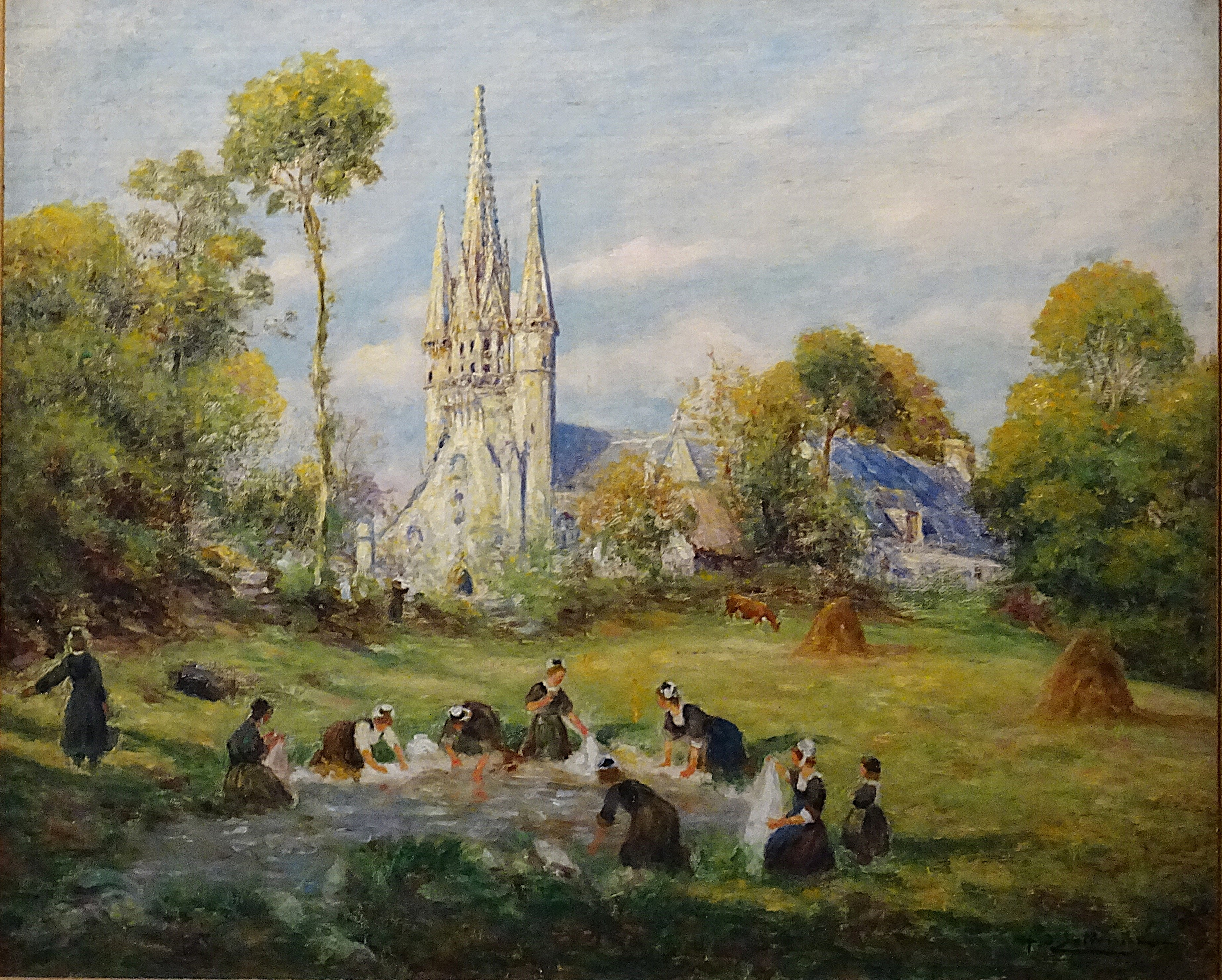
Henry d'Estienne ː Lavandières à Saint-Fiacre, Le Faouët (entre 1912 et 1920, huile sur toile, musée du Faouët).

Sa clientèle est variée : le roi Fouad d’Égypte acquiert plusieurs tableaux bretons du peintre.
Henry d'Estienne est enfin portraitiste d'un grand classicisme. Outre des portraits de membres de sa famille dont sa fille unique Suzanne d'Estienne, d'amis ou réalisés sur commande, il peint des sujets issus de ses deux grands thèmes de prédilection : l'Orient et la Bretagne. Il expose ses œuvres au Salon des Artistes français de 1893 à 1947, classé hors-concours à partir de 1904 et membre du comité du Salon.

### Dernières années
Henry d'Estienne meurt le 11 mars 1949 à Paris, peu de temps après son épouse. Son œuvre variée est caractérisée, déjà de son vivant, par une grande dispersion de ses peintures : on retrouve ses peintures en Suède, Argentine, États-Unis, Algérie, Égypte et dans de nombreux pays européens, dont la Russie.

## Expositions personnelles
- 2013 : musée du Faouët, exposition Henri d'Estienne.

## Distinctions et hommages
- 1900 : médaille de bronze à l'Exposition universelle de Paris, nommé peintre du ministère des Colonies.
- 1901 : officier de l'ordre du Cambodge.
- 1902 : chevalier des Palmes académiques.
- 1903 : prix Marie-Bashkirtseff.
- 1903 :  Chevalier de la Légion d'honneur
- 1904 :  Officier de l'ordre du Dragon d'Annam.
- 1937 : médaille d'or à Paris à l'Exposition internationale des arts et techniques.
- 2000 : le musée de Narbonne nomme « salle Henri d'Estienne » sa nouvelle salle consacrée à la peinture orientale.